# Crooked Island
Crooked Island is een eiland en district van de Bahama's. Crooked Island telt ongeveer 350 inwoners op 148 km². Het vormt samen met 'Acklin island' en 'Long Cay' een half open lagune.
De bevolking leeft met name van de visserij en kleinschalige landbouw.